# Исламский туалетный этикет

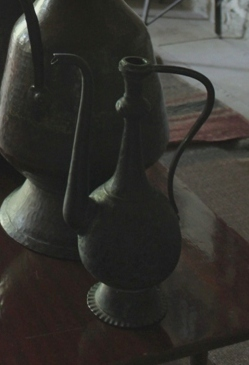
Традиционный кувшин (афтафа), который используется мусульманами для очищения после испражнения

Исла́мский туале́тный этике́т (араб. آداب الخلاء‎, ада́б аль-хала́ — «этикет уединения») — правила поведения в туалете (а также в ситуации, сопровождающей мочеиспускание и испражнение), предписанные мусульманину шариатом.
Для справления нужды мусульманин должен удалиться в специальное отхожее место (чаще всего в туалет) или, если такое помещение отсутствует, в недоступное для взора других людей место. Входить в туалет следует с левой ноги и, соответственно, выходить с правой. Перед входом в туалет и после выхода из него следует прочесть специальную мольбу (дуа́).
После справления нужды мусульманин обязан очиститься от нечистот при помощи заранее заготовленной воды, камней или других предметов, которые подходят для этого. Процесс умывания водой называется истинджа́, а очищение твёрдыми предметами называется истиджма́р.
В исламском туалетном этикете нельзя поворачиваться во время испражнения лицом или спиной в сторону Каабы (Кибла), мочиться в стоячую воду, использовать правую руку для подмывания, приносить Коран и читать его. В плане мест справления нужды шариат запрещает делать это у мусульманских могил, в банях, в тени, на дороге, в общественном саду, у плодоносящих деревьев, возле источников. Запрещено совершать истиджмар костями, экскрементами и едой. Порицаемым считается разговаривать во время процесса, мочиться в норы и против ветра. Является нежелательным проносить в туалет вещи, содержащие имя Аллаха.

## Места справления нужды

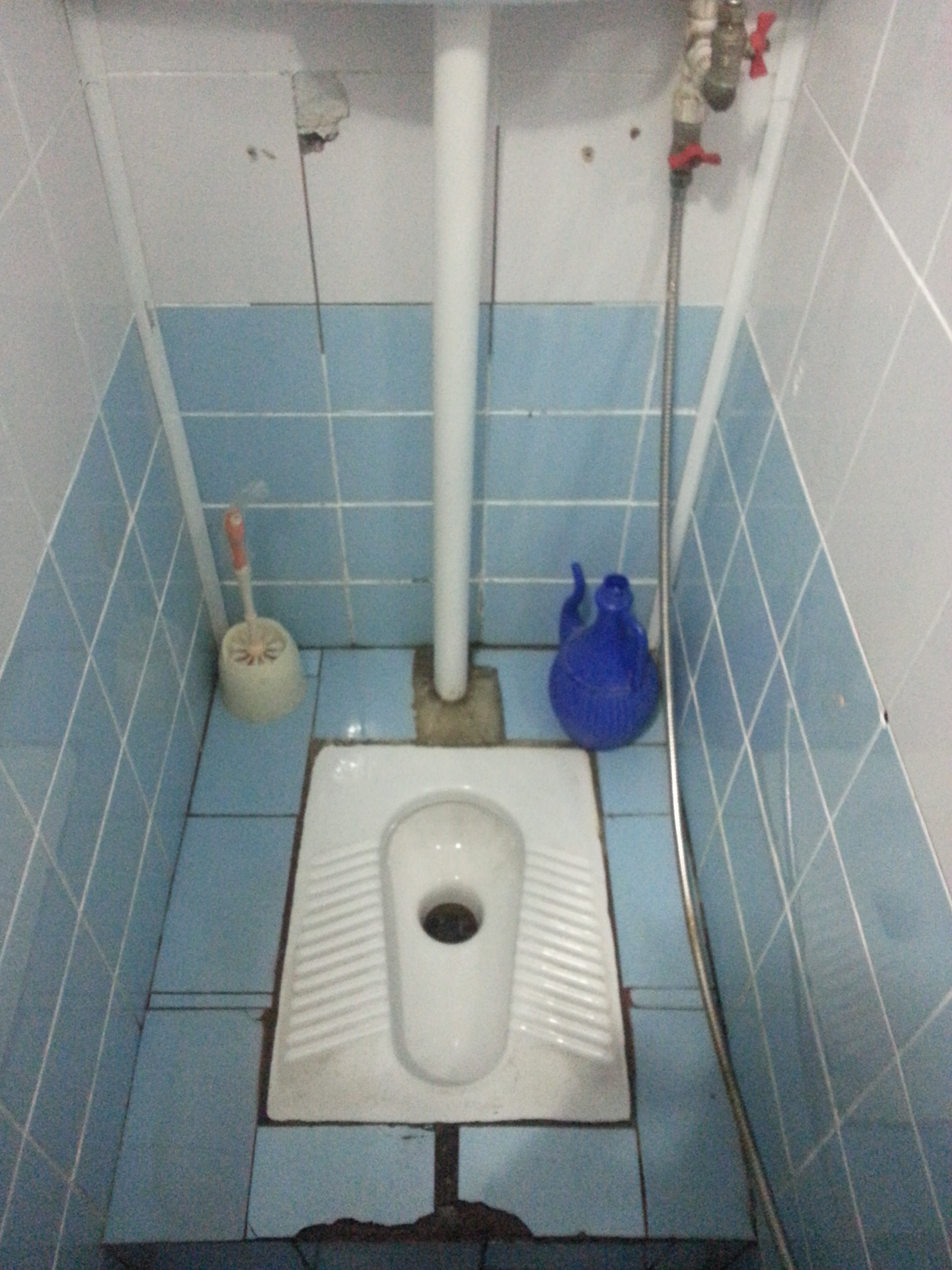
Туалет в мечети Нурдаулет (Актобе, Казахстан) с душем для подмывания и кувшином

## Приспособления

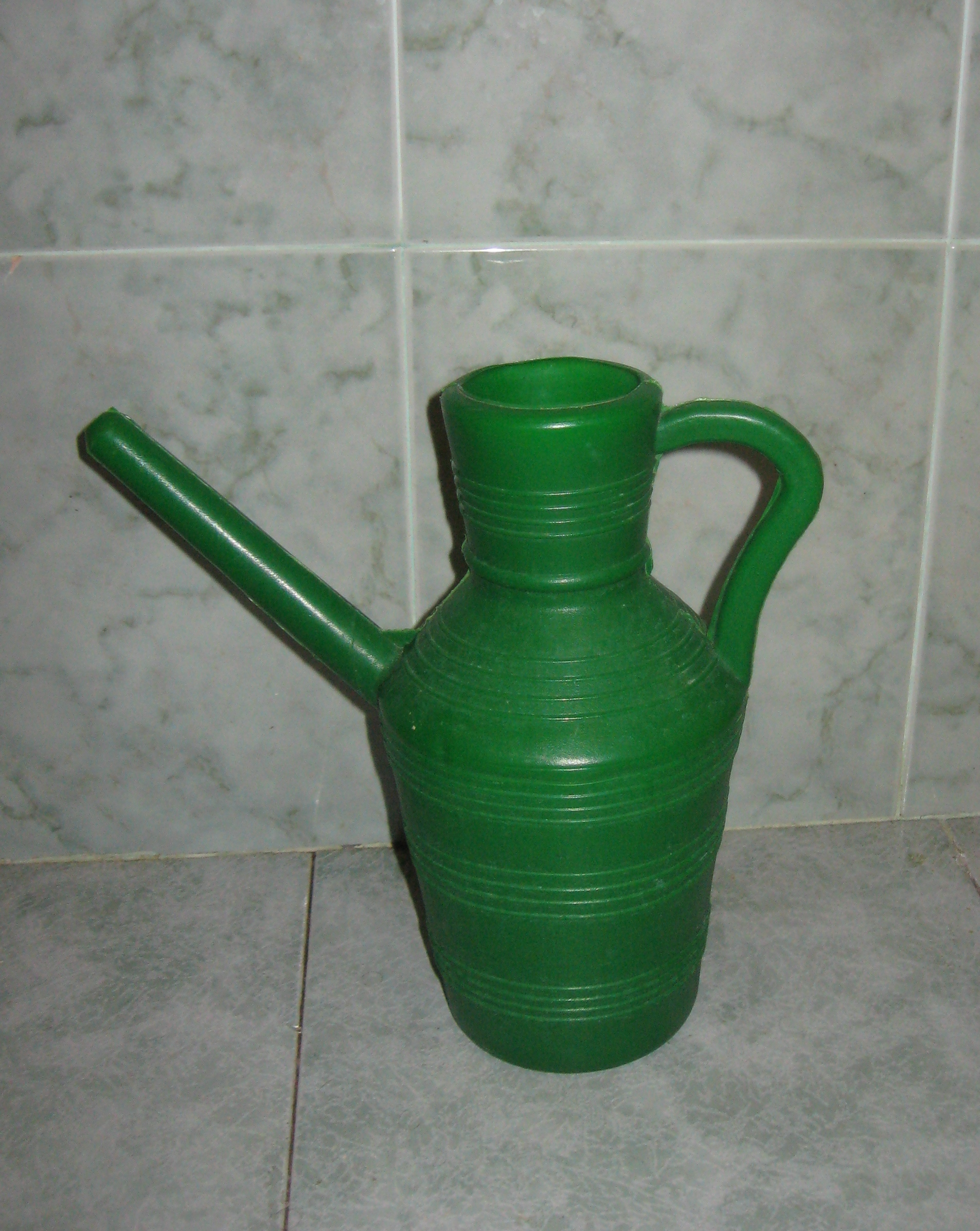
Пластмассовая афтафа